# Andrei Jurjewitsch Okunkow

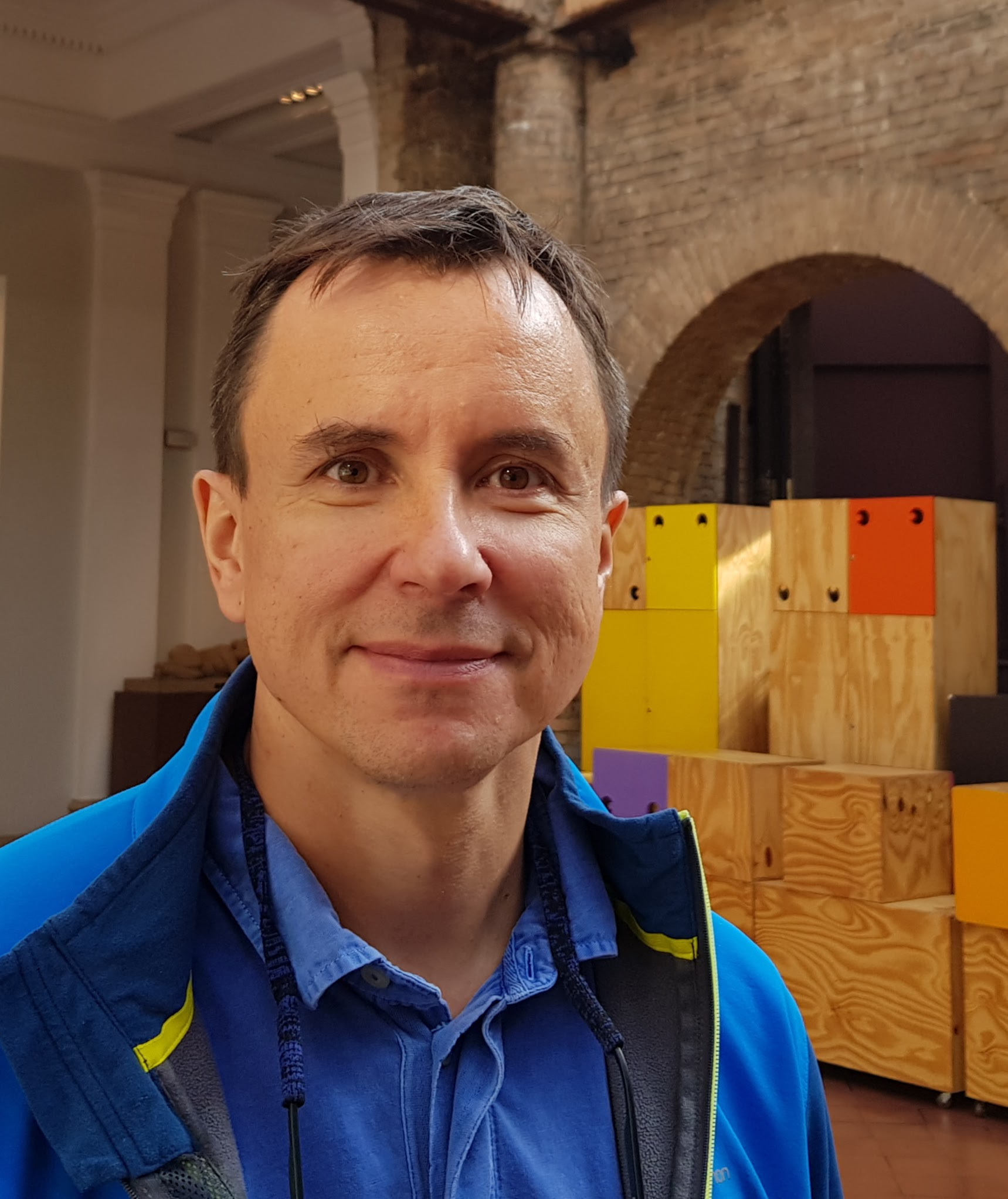
Andrei Jurjewitsch Okunkow

Andrei Jurjewitsch Okunkow (russisch Андрей Юрьевич Окуньков, wiss. Transliteration Andrej Jur'evič Okun'kov; englische Transkription Andrei Okounkov; * 26. Juni 1969 in Moskau) ist ein russischer Mathematiker, der auf dem Gebiet der Darstellungstheorie arbeitet. Insbesondere beschäftigt er sich mit der Anwendung dieser Theorie in der algebraischen Geometrie, mathematischen Physik, Wahrscheinlichkeitstheorie und der Theorie der speziellen Funktionen.

## Leben
Seine Doktorarbeit beendete er 1995 an der Moskauer Lomonossow-Universität, betreut von Alexander Kirillow. 1994/95 war er am Dobrushin-Labor des Instituts für Informationsübertragung der Russischen Akademie der Wissenschaften, war 1996 bis 1999 Dickson Instructor an der University of Chicago und 1996 am Institute for Advanced Study und 1997 am MSRI. 1998 wurde er Assistenzprofessor an der University of California, Berkeley, an der er 2001 Professor wurde, und 2002 bis 2010 war er Professor an der Princeton University. Er ist seit 2010 Professor an der Columbia University.

## Werk
Seit seiner Zeit in Moskau (bei Alexander Jurjewitsch Olschanski in Moskau und der Schule von Anatoli Werschik in St. Petersburg mit ihrer Sicht von Partitionen in der Art von Young-Tableau als stochastischen Objekten) ist sein Hauptarbeitsgebiet Darstellung von Gruppen, insbesondere kombinatorische und asymptotische Aspekte sowie Anwendungen auf verschiedensten Gebieten (von Okounkov selbst zum Beispiel in der Seiberg-Witten-Theorie, statistischen Mechanik und reellen algebraischen Geometrie).
Mit Rahul Pandharipande leistete er wesentliche Beiträge zur Theorie der Gromow-Witten-Invarianten in der abzählenden Geometrie. Sie gaben eine Beschreibung der Gromow-Witten-Invarianten für Kurven und bewiesen eine Vermutung von Eguchi, Hori und Xiong für den Fall projektive Kurven (eine Erweiterung der von Witten vermuteten und von Maxim Konzewitsch bewiesenen Vermutung über die Differentialgleichungssysteme für die erzeugende Funktion für die Invarianten vom Fall von Punkten auf höherdimensionale Varietäten). Das lieferte auch einen durchsichtigeren Beweis der Witten-Konzewitsch-Vermutung. Mit Davesh Maulik, Pandharipande und Nikita Alexandrowitsch Nekrassow formulierte er Vermutungen über den Zusammenhang von Gromow-Witten-Invarianten und Donaldson-Thomas-Invarianten.
Große Aufmerksamkeit fand auch seine Behandlung eines Modells der statistischen Mechanik bzw. der Graphentheorie, den Dimeren. Mit Scott Sheffield und Richard Kenyon fand er hier überraschende Verbindungen zur reellen algebraischen Geometrie (Spektralkurven des Dimer-Modells in Form von Harnack-Kurven).
Nach ihm sind Okounkov-Körper bzw. Newton-Okounkov-Körper benannt, mit Newton-Polygonen verwandten konvexen Körpern in euklidischen Räumen, die mit linearen Scharen auf Varietäten verbunden sind.

## Ehrungen und Mitgliedschaften
2004 hielt er einen Plenarvortrag dem 4. Europäischen Mathematikerkongress (Random surfaces enumerating algebraic curves) und erhielt den EMS-Preis. Auf dem 25. Internationalen Mathematikerkongress in Madrid (2006) wurde ihm die Fields-Medaille verliehen. Er war dort auch Invited Speaker (Random partitions and instanton counting). 2012 wurde er zum Mitglied der National Academy of Sciences, 2016 zum Mitglied der American Academy of Arts and Sciences gewählt. 2018 ist er Plenarsprecher auf dem ICM in Rio (On the crossroads of enumerative geometry and geometric representation theory). 2018 war er im Preiskomitee der Fields-Medaille.

## Schriften
- mit Richard Kenyon, Scott Sheffield: Dimers and amoebae, Annals of Mathematics, Band 163, 2006, S. 1019–1056, Arxiv, 2003
- mit Richard Kenyon: Planar dimers and Harnack curves, Duke Math. Journal, Band 131, 2006, S. 499–524, Arxiv 2003
- mit D. Maulik, N. Nekrasov, R. Pandharipande: Gromov-Witten and Donaldson-Thomas Theory, Teil 1,2, Compositio Mathematica, Band 142, 2006, S. 1263–1285, 1286–1304, Teil 1, Arxiv, 2003, Teil 2, Arxiv, 2004
- mit Nekrasov: Seiberg-Witten theory and random partitions, in: The unity of mathematics, Progress in Mathematics 244, Birkhäuser 2006, S. 525–596, Arxiv
- mit Nikolai Jurjewitsch Reschetichin, Cumrun Vafa: Quantum Calabi-Yau and classical crystals, in: The unity of mathematics, Progress in Mathematics 244, Birkhäuser 2006, S. 597–618, Arxiv
- mit Pandharipande: Gromov-Witten-Theory, Hurwitz theory and completed cycles, Annals of Mathematics, Band 163, 2006, S. 517–560, Arxiv
- mit Pandharipande: The equivariant Gromov-Witten theory of {\displaystyle P^{1}}, Annals of Mathematics, Band 163, 2006, S. 561–605, Arxiv
- mit Pandharipande: Quantum cohomology of the Hilbert scheme of points in the plane, Inventiones Mathematicae, Band 179, 2010, S. 523–557, Arxiv, 2004
- mit Pandharipande: Virasoro constraints for target curves, Inventiones Mathematicae, Band 163, 2006, S. 47–108, Arxiv
- mit Pandharipande: Gromov-Witten theory, Hurwitz numbers and matrix models I, in: Dan Abramovich, Algebraic Geometry, Seattle 2005, Arxiv 2001
- mit Alex Eskin: Asymptotics of numbers of branched coverings of a torus and volumes of moduli spaces of holomorphic differentials, Inventiones Mathematicae, Band 145, 2001, S. 59–103
- mit Spencer Bloch: The character of the infinite wedge representation, Adv. Math., Band 149, 2000, S. 1–60, Arxiv
- Why would multiplicities be log-concave ?, in: Progress in Math. 213, Birkhauser 2003
- Brunn-Minkowski inequality for multiplicities, Inventiones Mathematicae, Band 125, 1996, S. 405–411